# Black Beauty (1994)
Black Beauty is een film van Warner Bros uit 1994, naar het gelijknamige boek van Anna Sewell uit 1877. De film werd geschreven en geregisseerd door Caroline Thompson, die eerder al het scenario schreef voor The Secret Garden, eveneens een klassiek Engels kinderboek.
De film vertelt het verhaal van de levenswandel van een zwart paard met witte bles: als een oud paard blikt hij terug op zijn belevenissen vanaf zijn bestaan als veulen.

## Rollen
| Acteur              | Personage           |
| ------------------- | ------------------- |
| Sean Bean           | Farmer Grey         |
| David Thewlis       | Jerry Barker        |
| Jim Carter          | John Manly          |
| Peter Davison       | Squire Gordon       |
| Alun Armstrong      | Reuben Smith        |
| John McEnery        | Mr. York            |
| Eleanor Bron        | Lady Wexmire        |
| Peter Cook          | Lord Wexmire        |
| Adrian Ross Magenty | Lord George         |
| Alan Cumming        | Black Beauty (stem) |
| Lyndon Davies       | Head Groom          |
| Georgina Armstrong  | Jessica Gordon      |
| Gemma Paternoster   | Molly Gordon        |
| Anthony Walters     | Alfred Gordon       |